# Kim Thörnberg
Kim Thörnberg, född 14 juni 1987, är en svensk fotbollsspelare som spelar för Näsums IF. Han har tidigare spelat för Mjällby AIF och Ifö/Bromölla IF.

## Karriär
Thörnbergs moderklubb är Mjällby AIF och han debuterade för A-laget i Superettan 2005. Under säsongen 2008 spelade Thörnberg även på lån i division 3-klubben Ifö/Bromölla IF genom ett samarbetsavtal mellan klubbarna. Han gjorde sex mål på nio matcher i Ifö/Bromölla och bidrog till att klubben blev uppflyttad till division 2. Även under säsongen 2009 var Thörnberg tillgänglig för spel i Ifö/Bromölla och han gjorde då två mål på 12 matcher.
Den 9 maj 2010 gjorde Thörnberg allsvensk debut då han blev inbytt i den 88:e minuten mot Adam Berner i en 2–0-vinst över IF Elfsborg. Totalt spelade han 18 ligamatcher för Mjällby mellan 2005 och 2010.
I januari 2011 gick Thörnberg division 3-klubben Ifö/Bromölla IF som han tidigare hade varit utlånad till. Thörnberg spelade totalt 179 ligamatcher och gjorde 19 mål för klubben i Division 2 och 3 under sju säsonger. Inför säsongen 2020 gick han till division 6-klubben Näsums IF.

## Karriärstatistik
| Klubb                 | Säsong | Liga                         | Liga    | Liga |
| Klubb                 | Säsong | Division                     | Matcher | Mål  |
| --------------------- | ------ | ---------------------------- | ------- | ---- |
| Mjällby AIF           | 2005   | Superettan                   | 1       | 0    |
| Mjällby AIF           | 2007   | Superettan                   | 11      | 0    |
| Mjällby AIF           | 2008   | Superettan                   | 2       | 0    |
| Mjällby AIF           | 2009   | Superettan                   | 3       | 0    |
| Mjällby AIF           | 2010   | Allsvenskan                  | 1       | 0    |
| Mjällby AIF           | Totalt | Totalt                       | 18      | 0    |
| Ifö/Bromölla IF (lån) | 2008   | Division 3 Sydöstra Götaland | 9       | 6    |
| Ifö/Bromölla IF (lån) | 2009   | Division 2 Södra Götaland    | 12      | 2    |
| Ifö/Bromölla IF (lån) | Totalt | Totalt                       | 21      | 8    |
| Ifö/Bromölla IF       | 2011   | Division 3 Södra Götaland    | 21      | 1    |
| Ifö/Bromölla IF       | 2012   | Division 3 Sydöstra Götaland | 22      | 4    |
| Ifö/Bromölla IF       | 2013   | Division 3 Södra Götaland    | 19      | 1    |
| Ifö/Bromölla IF       | 2014   | Division 3 Sydöstra Götaland | 19      | 8    |
| Ifö/Bromölla IF       | 2015   | Division 3 Sydöstra Götaland | 18      | 2    |
| Ifö/Bromölla IF       | 2016   | Division 3 Södra Götaland    | 20      | 0    |
| Ifö/Bromölla IF       | 2017   | Division 3 Sydöstra Götaland | 18      | 2    |
| Ifö/Bromölla IF       | 2018   | Division 2 Östra Götaland    | 22      | 1    |
| Ifö/Bromölla IF       | 2019   | Division 2 Östra Götaland    | 20      | 0    |
| Ifö/Bromölla IF       | Totalt | Totalt                       | 179     | 19   |
| Näsums IF             | 2020   | Division 6                   | 8       | 6    |
| Näsums IF             | 2021   | Division 6                   | 8       | 3    |
| Näsums IF             | Totalt | Totalt                       | 16      | 9    |